# Eupithecia filmata
Eupithecia filmata là một loài bướm đêm trong họ Geometridae.